# Theodor Curtius
El Dr. Julius Wilhelm Theodor Curtius (27 de mayo de 1857 - 8 de febrero de 1928) fue un profesor de química de la Universidad de Heidelberg. Es reconocido por la publicación de la transposición de Curtius entre 1890/1894 y el descubrimiento y aislamiento del ácido diazoacético, la hidrazina y el ácido azothídrico.

## Historia
Theodor Curtius nació en Duisburg, Alemania el 27 de mayo de 1857. Estudió química con Robert Bunsen en la Universidad de Heidelberg y con Hermann Kolbe en la Universidad de Leipzig. Recibió su doctorado el en 1882 en Leipzig.

## Publicaciones
Curtius escribió más de 300 artículos y publicaciones. Varias de ellas tuvieron un impacto significante en la química moderna.
- Diazo- und Azoverbindungen der Fettreihe, Barth, Leipzig (1888)
- Studien mit Hydrazin, Barth, Leipzig, Bd 1,2 (1896), Bd 3,4 (1918)
- Einwirkung von Basen auf Diazoessigester, Berlín (1911)
- Die reduktion der aromatische Aldazine und Ketazine, Barth, Leipzig (1912)
- Hydrazide und Azide der Azidofettsäuren, Berlín (1912)
- Die Einwirkungen von Hydrazin auf Nitroverbindungen, Barth, Leipzig (1913)